# Ян Петерсен
Ян Петерсен (* 11 липня 1946) — Норвезький політик, член Консервативної партії.
Він був обраний до Норвезького парламенту з Акерсгусу в 1981 році і пізніше переобраний шість разів. Служив представником депутата протягом 1973—1977. З 2001 по 2005 рік, коли Другий уряд Бондевіка обіймав цю посаду, Петерсен був міністром закордонних справ. Протягом цього періоду його місце в парламенті зайняв Андре Октай Даль.
На місцевому рівні Петерсен був членом Оппегорської муніципальної ради з 1967 по 1983, будучи мером з 1975 по 1981 рік.
Очолював консервативну партію в період з 1994 по 2004 рік. З 1971 по 1973 рік він був лідером молодих консерваторів (Unge Høyre), молодіжного крила Консервативної партії.
Окрім політики, Петерсен здобув ступінь кандидата юридичних наук в Університеті Осло у 1973 році. До роботи в політиці він пропрацював кілька років в Норвезькому агентстві зі співробітництва з метою розвитку. Наразі Петерсен — посол Норвегії в Австрії.
У 2004 році Петерсен був призначений командувачем із зіркою Орден Святого Олафа.